# 森林山 (倫敦)
森林山（英語：Forest Hill）是位於英格蘭倫敦東南部的一個地區，屬於劉易舍姆區。直到19世紀中期，該地區一直人口稀少。該地區地名曾為「森林」（The Forest）。1884年，倫敦首個游泳池建於此。